# Oud Hoograven
Oud Hoograven is een (deel van een) buurt in de wijk Zuid in Utrecht, de hoofdstad van de Nederlandse provincie Utrecht.
Samen met Nieuw Hoograven vormt het de buurt Hoograven. Het is omringd door de buurten Nieuw Hoograven, Tolsteeg/Rotsoord.
Het buurtje wordt begrensd, vanuit het zuiden, door de volgende straten: Liesbosweg, Hooft Graaflandstraat, Constant Erzeijstraat, Oranje Nassaulaan, Detmoldstraat, Aquamarijnlaan tot aan de Vaartsche Rijn. Ten noorden van de Aquamarijnlaan en oostelijk van de Detmoldstraat begint formeel Tolsteeg.
Bokkenbuurt · Lunetten · Nieuw Hoograven · Oud Hoograven · Tolsteeg en Rotsoord